# اتحادیه لمبارد

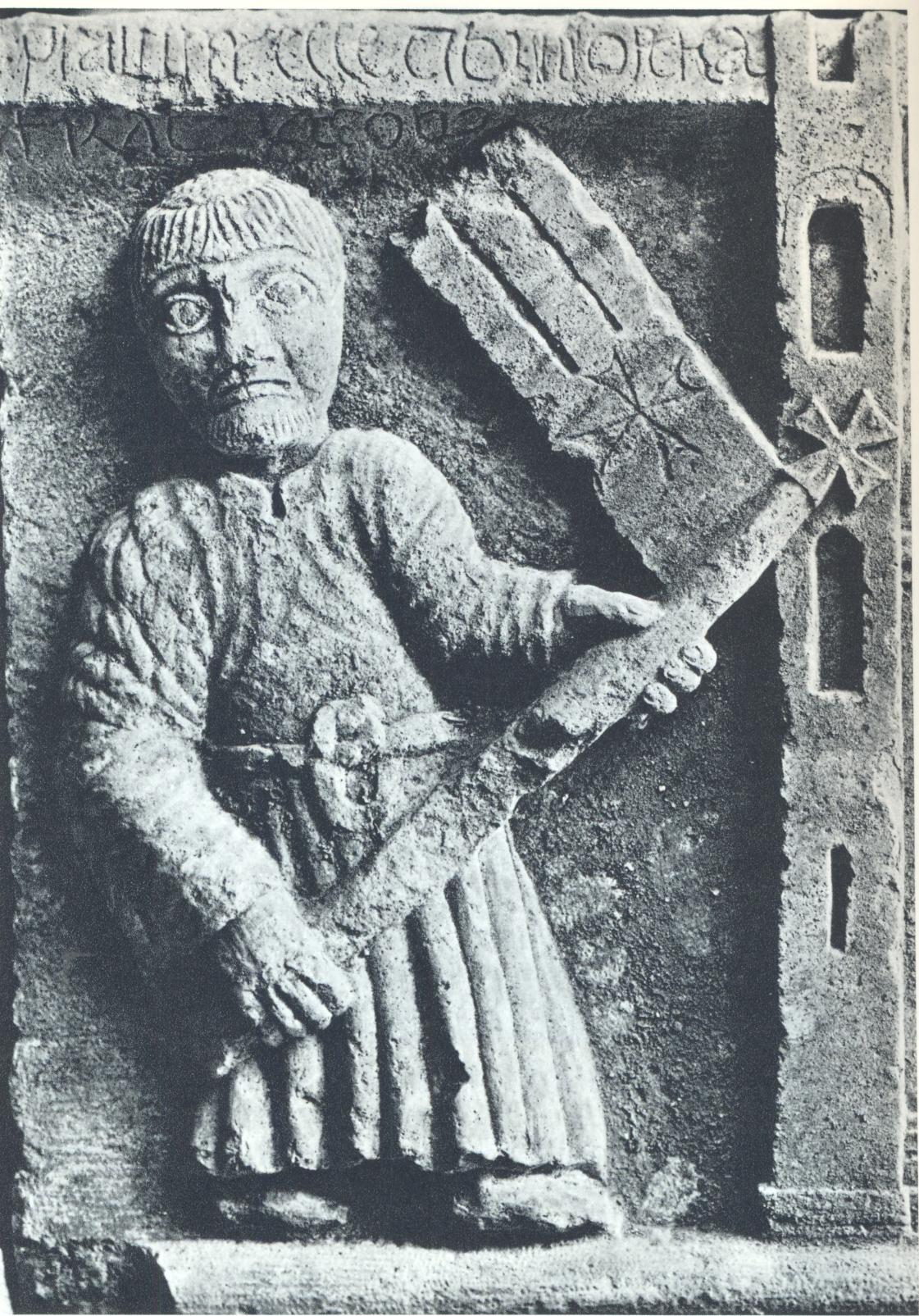
بخشی از تندیس یک پرچمدار اتحادیه لمبارد که وارد میلان می‌شود به سال ۱۱۶۷ که مصادف با تشکیل و ایجاد اتحادیه بود، این تندیس در همان سال ۱۱۶۷ توسط امپراتور فریدریک اول تخریب شد

اتحادیه لمبارد ([Lega Lombarda] Error: {{Lang-xx}}: متن دارای نشانه‌گذاری ایتالیک است (راهنما)) اشاره به یک اتحادیه قرون وسطی دارد که در سال ۱۱۶۷ تشکیل گردید، از دلایل عمده تشکیل این اتحادیه مقابله با تلاش‌های امپراتور مقدس روم از هوفنشتاین در زمینه حمایت از تجاوز علیه پادشاهی ایتالیا بود، در دوران اوج این اتحادیه بیشتر شهرهای شمال ایتالیا در آن عضویت داشتند هر چند عضویت با گذشت زمان بنا بر دلایلی تغییر می‌کرد، این اتحادیه توسط پاپ حمایت می‌گردید، با مرگ سومین و آخرین امپراتور اشتاوفر، فریدریک دوم در سال ۱۲۵۰ میلادی این اتحادیه منسوخ و منحل شد.

## نگارخانه

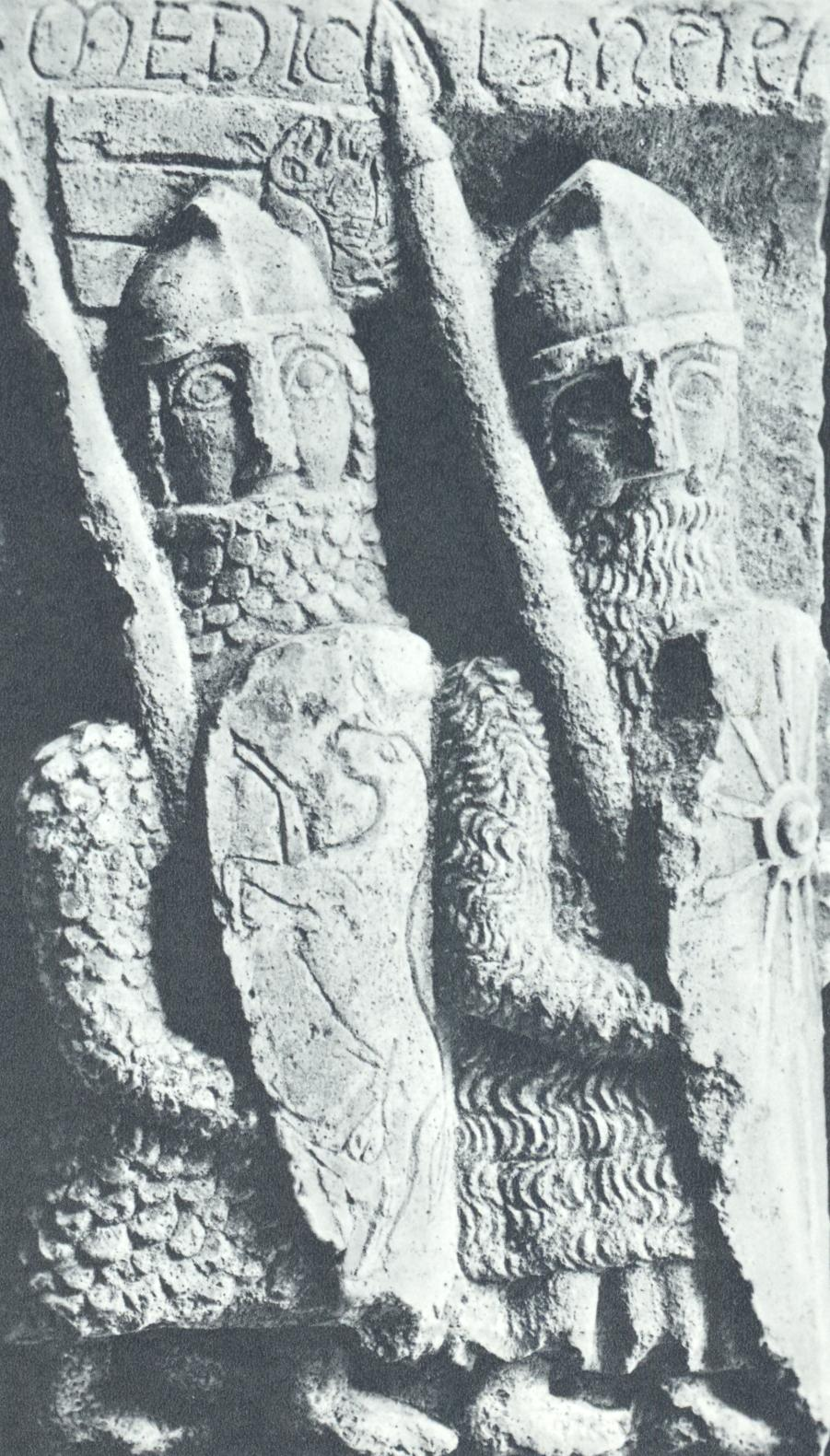
نیروهای اتحادیه لمباردی، در پورتا رومانا به سال ۱۱۷۱
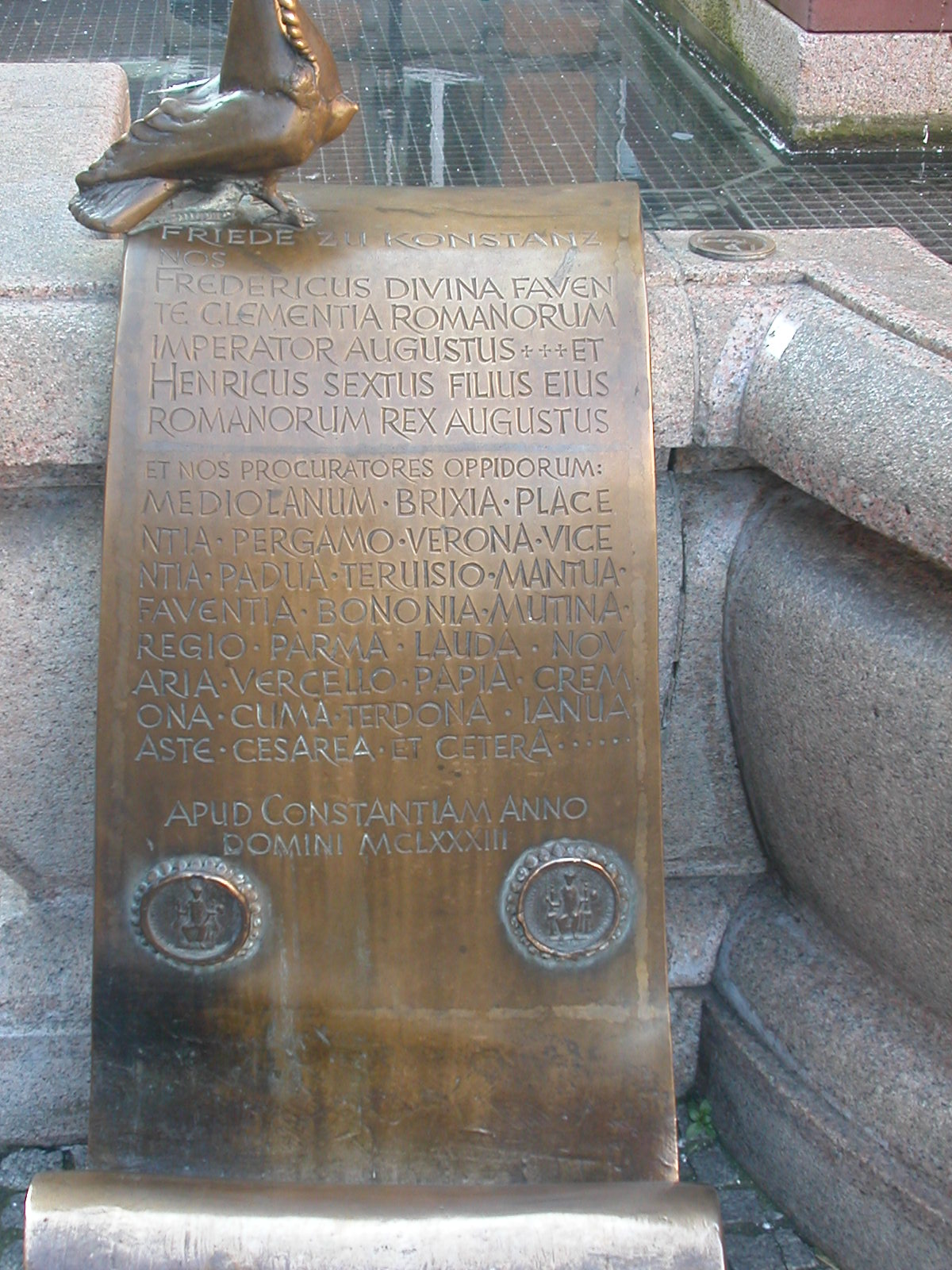
ماکت برنزی از صلح کنستانتین در کونستانز از اتحادیه لمباردی مربوط به سال ۱۱۸۳
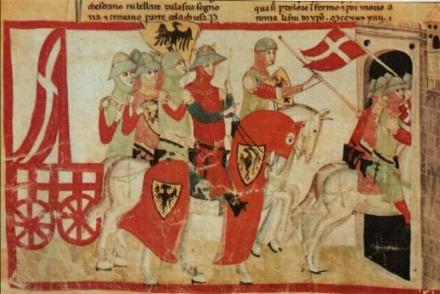
یک مینیاتور از قرون وسطی به تصویر می‌کشد نبرد کورته‌نووا را به سال ۱۲۳۷
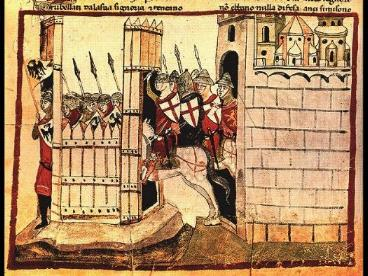
مینیاتور قرون وسطی نشانگر نبرد پارما به سال ۱۲۴۸
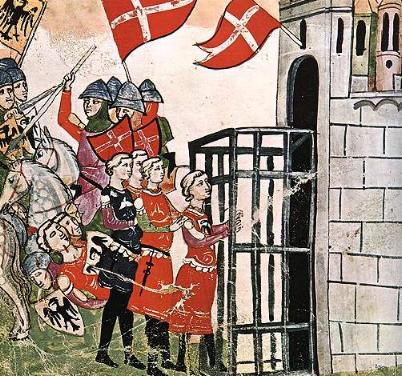
مینیاتور قرون وسطی نشانگر نبرد فوسالتا به سال ۱۲۴۹